# Bazilisk, bizantski car
Flavije Bazilisk (lat. Flavius Basiliscus Augustus, starogrč. Βασιλίσκος) († 476./77.), uzurpator na bizantskom carskom prijestolju (475. – 476.) i brat Verine, supruge cara Leona I., a najvjerojatnije je potjecao s Balkana. Vjenčao se i imao sina Marka. Bazilisk se za vladavine cara Leona I. odlučio za vojnu službu i 465. je postao konzul. Osim što je ratovao na Balkanu, zapovjedao je i propalom ekspedicijom protiv Vandala 468. godine. Bio je na čelu zavjere protiv glavnog zapovjednika vojske Aspara 471. godine. Kada je nakon smrti cara Leona I. na vlast došao Zenon, počeo je sa svojom sestrom spletkariti protiv novog cara. Verinina je namjera bila da svrgne Zenona i na prijestolje postavi svog brata. Urotnici su uz pomoć Teodorika Strabona, vojvode Ila i njegova nećaka Amatija svrgnuli cara, te na vlast doveli Baziliska, koji je proglašen carem 9. siječnja 475. godine. Zenon je potom pobjegao u Izauriju.
Bazilisk je ubrzo počeo gubiti potporu u Carigradu. Morao je nametnuti velike namete, kako bi prikupio sredstva za rat protiv Zenona, a kada je izdao uredbu protivnu odredbama Kalcedonskog koncila, izgubio je potporu crkve i stanovnika glavnog grada. Uz to nije održao obećanja vojvodi Ilu. Zbog toga je Zenon lako pridobio vojvodu Ila, te je 476. krenuo na Carigrad. Bazilisk se našao u nezavidnoj situaciji, te se odrekao vlasti i potražio utočište u crkvi. Car Zenon je obečao da ga neće pogubiti, pa ga je s obitelji prognao u Kapadociju, gdje ih je dao umoriti glađu.
| Prethodnik: | Bizantski carevi (475. – 476.) | Nasljednik: |
| Zenon       | Bizantski carevi (475. – 476.) | Zenon       |